# サウザンドオークス
サウザンドオークス（英: Thousand Oaks）は、アメリカ合衆国カリフォルニア州の南部ベンチュラ郡にある都市。人口は12万6966（2020年）。住民は通常「T.O.」と呼んでいる。多くのオークの木があったのでこの市名を採用し、市章にもオークの木が取り入れられている。ロサンゼルス大都市圏の北西部に位置している。
サウザンドオークスはコネホ・バレーと呼ばれる地域の中で人口が多い部分の大半を占めており、その地域にはサウザンドオークス市以外にはニューベリーパーク（実際にはサウザンドオークス市の一部と幾らかの未編入領域）、ウェストレイクビレッジ、アゴーラヒルズおよびオークパークが入っている。ロサンゼルス郡とベンチュラ郡の郡境がウェストレイクビレッジの南部にある。
サウザンドオークス市は1950年代半ばに建設された計画都市である。都市内には約1,000戸の注文住宅用地、2,000戸の一戸建て住居、地域ショッピングセンター、面積0.8km²の企業パークが含まれていた。

## 歴史
サウザンドオークスとなった地域は昔チュマシュ族インディアンが住んでいた。市のラングランチ地区にあるチュマシュ解説センターでは2000年前の洞窟壁画を見ることができる。
文書として残る歴史は、1542年にスペイン人探検家フアン・ロドリゲス・カブリロがポイント・マグに上陸し、スペインの領有を宣言したときだった。そこはスペイン政府からの土地特許を得た広さ48,671エーカー (197 km²) のランチョ・エル・コネホの一部となり、コネホ・バレーの名前の元になった（コネホはスペイン語でウサギの意味であり、この地域には多くのウサギがいる）。その後の50年間は牛飼いの放牧地になっていた。
19世紀後半にこの地域はロサンゼルスとサンタバーバラの間の駅馬車道が通った。1876年に駅馬車用宿屋が建設され、この宿屋は現在カリフォルニア州の歴史史跡に指定されて人気のある博物館になっている。
南カリフォルニア地域の開発者ジャンス家が20世紀初期に10,000エーカー (40 km²) の土地を購入した。彼らは「総合的な地域社会」の計画を策定し、その時の名前が現在の市を明確に表すものになっている。
ジャングルランドUSAは南カリフォルニアで最も初期のテーマパークだった。1940年代から1950年代に掛けて、野生動物が多くの人の目を楽しませた。テレビや映画の多くの制作会社がこの公園の訓練された動物を使い、『國民の創生』、『ターザン』および『ロビンフッドの冒険』などの映画の撮影現場になった。ジャングルランドは、ナッツベリーファームやディズニーランドなど競合相手ができたこともあって、1968年5月に閉園された。その跡地にはサウザンドオークス市民芸術開館が建っている。
サウザンドオークスは1964年10月7日に市制を布いた。実際にマスタープランのままに作られた数少ない都市だったので、完全な計画都市として知られた。その結果、交通渋滞や大気汚染など同様な大きさの都市にありがちな問題は少ないが、1990年代から2000年代に北隣のムアパークやシミバレーにおける開発が進んで、ムアパーク・フリーウェイ（州道23号線）は朝夕のラッシュアワーには酷い交通渋滞が発生している。2008年に道路拡張計画が始まり、渋滞の大半を緩和している。サウザンドオークス市は理想的な環境と位置にあることで、特に1990年代半ばから2000年代初期にかけて10年足らずの間に、その資産価値は250％以上上昇した。
ニューベリーパークが市内の西端にある。この地域はベンチュラ郡が未編入領域として管理していたが、ニューベリーパーク住民の投票によってサウザンドオークス市に編入された。郡の中に留まることを選んだ唯一の地域社会は1960年から1965年頃に建設されたニューベリーパーク最初の計画都市であるカーサ・コネホであり、また市の西部にある昔の地区だったリン牧場である。
サウザンドオークス市はベンチュラ郡の中にあるウェストレイクビレッジ（当時は単にウェストレイクと呼ばれていた）地区の一部も1968年と1972年の2回に分けて併合した。

## 地理
サウザンドオークスは北緯34度11分22秒 西経118度52分30秒 / 北緯34.18944度 西経118.87500度に位置し、カネホ・バレーの中にある。アメリカ合衆国国勢調査局に拠れば、市域全面積は55.0平方マイル (142.5 km2)であり、このうち陸地は54.9平方マイル (142.1 km2)、水域は0.2平方マイル (0.4 km2)、水域率は0.29％である。
サウザンドオークスには中心街（ジャンス・マーケットプレース、ジ・オークス・モールおよび西サウザンドオークス・ブールバードを中心とした地域）があるが、住民の大半はこの商業中心からは距離のある郊外に住んでいる。北と西のリン道路に近い大型住宅地域がスプロール現象の例であり、ベンチュラ郡の計画担当者はそのような現象を減らそうとしている。

## 気候
サウザンドオークスの地域は温暖であり、年間を通して地中海性気候あるいは乾燥した夏の亜熱帯気候にあり、夏は暖かくて日照が多く乾燥し、冬は冷涼で雨が多い。植生は地中海性気候に典型的なものであり、丘陵部のシャパラル（常緑低木）や草地と、西側渓谷に多くのオークの木がある。標高は500フィート (150 m) ないし900フィート (270 m) である（山岳部や丘陵は除く）。この地域は大洋からの冷涼な空気が丘や山を抜けてくるので、周りよりも幾らか冷涼である。2006年3月10日と11日にはボニー山の頂上に雪が降った。これは地域では20年ぶりのことだった。2008年12月17日と18日にもボニー山に雪が降った。
| サウザンドオークスの気候      | サウザンドオークスの気候 | サウザンドオークスの気候 | サウザンドオークスの気候 | サウザンドオークスの気候 | サウザンドオークスの気候 | サウザンドオークスの気候 | サウザンドオークスの気候 | サウザンドオークスの気候 | サウザンドオークスの気候 | サウザンドオークスの気候 | サウザンドオークスの気候 | サウザンドオークスの気候 | サウザンドオークスの気候 |
| 月                            | 1月                      | 2月                      | 3月                      | 4月                      | 5月                      | 6月                      | 7月                      | 8月                      | 9月                      | 10月                     | 11月                     | 12月                     | 年                       |
| ----------------------------- | ------------------------ | ------------------------ | ------------------------ | ------------------------ | ------------------------ | ------------------------ | ------------------------ | ------------------------ | ------------------------ | ------------------------ | ------------------------ | ------------------------ | ------------------------ |
| 最高気温記録 °C （°F）        | 33 (92)                  | 33 (92)                  | 36 (96)                  | 41 (105)                 | 39 (102)                 | 41 (106)                 | 41 (105)                 | 41 (105)                 | 43 (109)                 | 42 (108)                 | 37 (99)                  | 37 (99)                  | 43 (109)                 |
| 平均最高気温 °C （°F）        | 20 (68)                  | 21 (69)                  | 21 (70)                  | 23 (74)                  | 23 (74)                  | 26 (78)                  | 27 (81)                  | 28 (82)                  | 27 (81)                  | 26 (78)                  | 23 (73)                  | 21 (69)                  | 23.75 (74.75)            |
| 平均最低気温 °C （°F）        | 5 (41)                   | 6 (42)                   | 6 (43)                   | 8 (46)                   | 9 (49)                   | 12 (53)                  | 13 (56)                  | 14 (57)                  | 13 (55)                  | 10 (50)                  | 7 (44)                   | 5 (41)                   | 8.93 (48.08)             |
| 最低気温記録 °C （°F）        | −4 (25)                  | −3 (26)                  | −4 (25)                  | −1 (30)                  | 2 (35)                   | 3 (37)                   | 6 (42)                   | 4 (40)                   | 4 (40)                   | 0 (32)                   | −2 (28)                  | −4 (25)                  | −4 (25)                  |
| 降水量 mm （inch）            | 106.2 (4.18)             | 118.1 (4.65)             | 118.1 (4.65)             | 20.3 (.80)               | 7.6 (.30)                | 1.3 (.05)                | 0.3 (.01)                | 2 (.08)                  | 8.1 (.32)                | 13.2 (.52)               | 36.8 (1.45)              | 63 (2.48)                | 467.6 (18.41)            |
| 出典：Weather.com August 2010 |                          |                          |                          |                          |                          |                          |                          |                          |                          |                          |                          |                          |                          |

## 人口動態

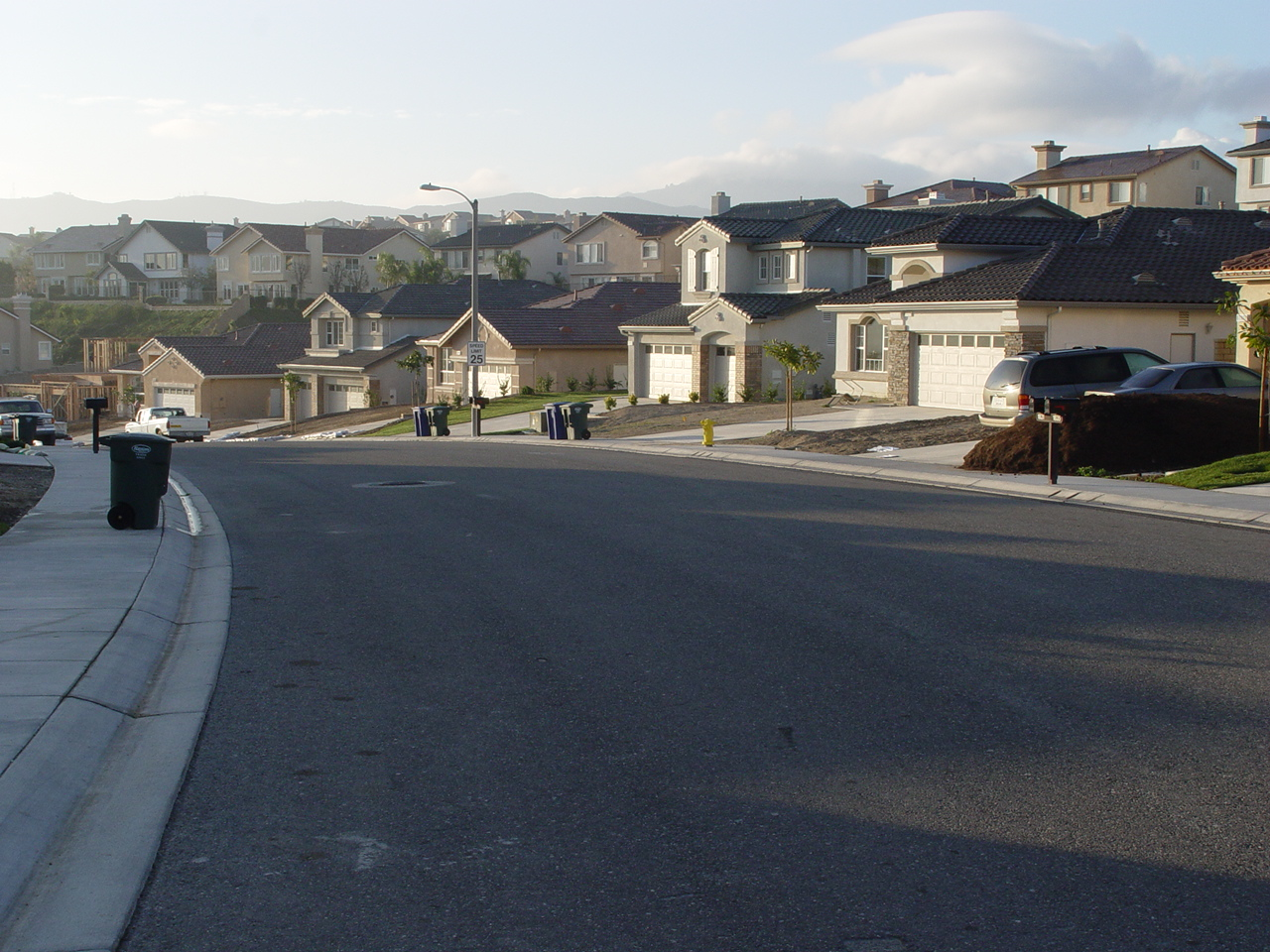
サウザンドオークス郊外の典型的な通り

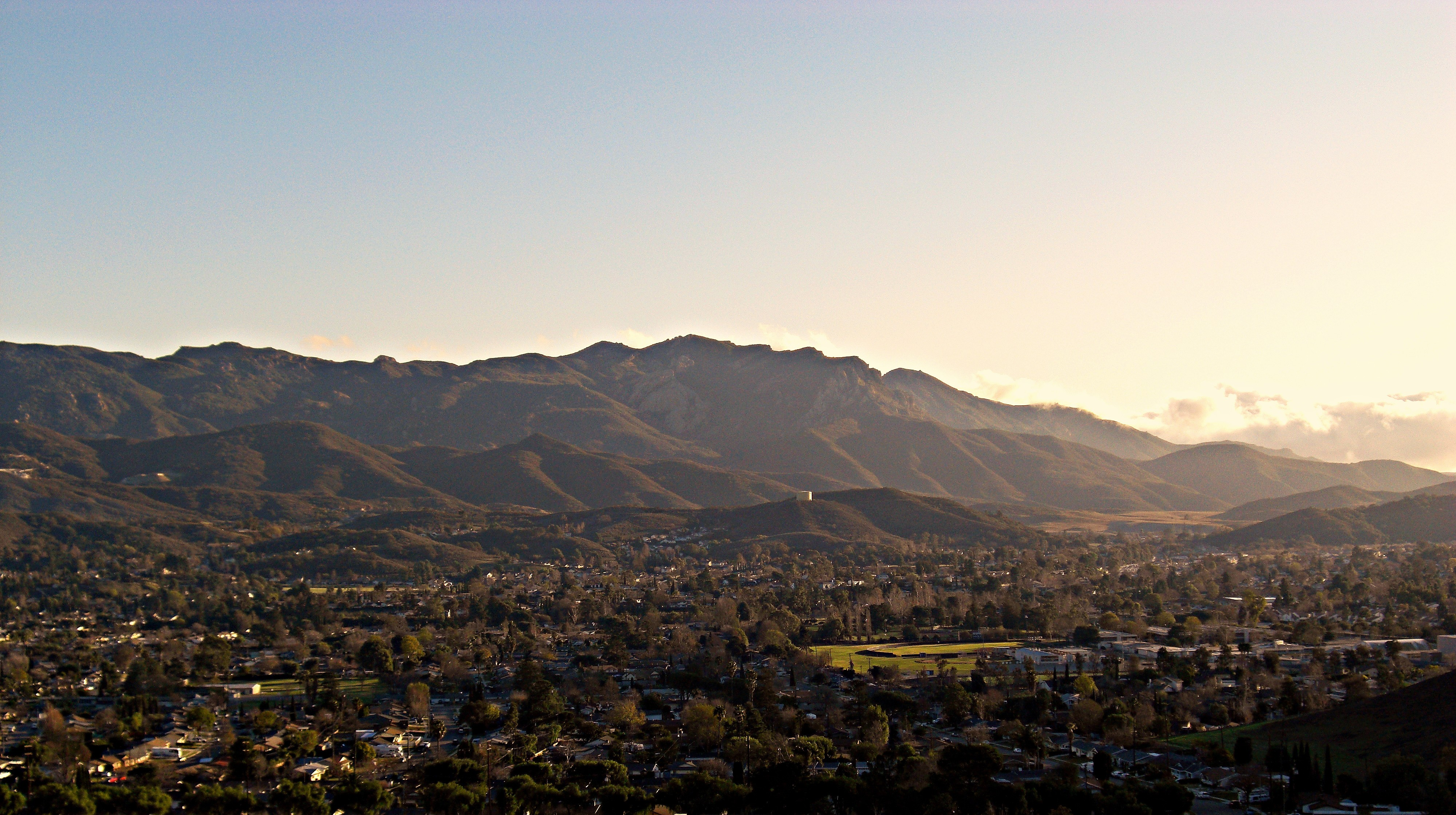
カーサ・カネホ地域

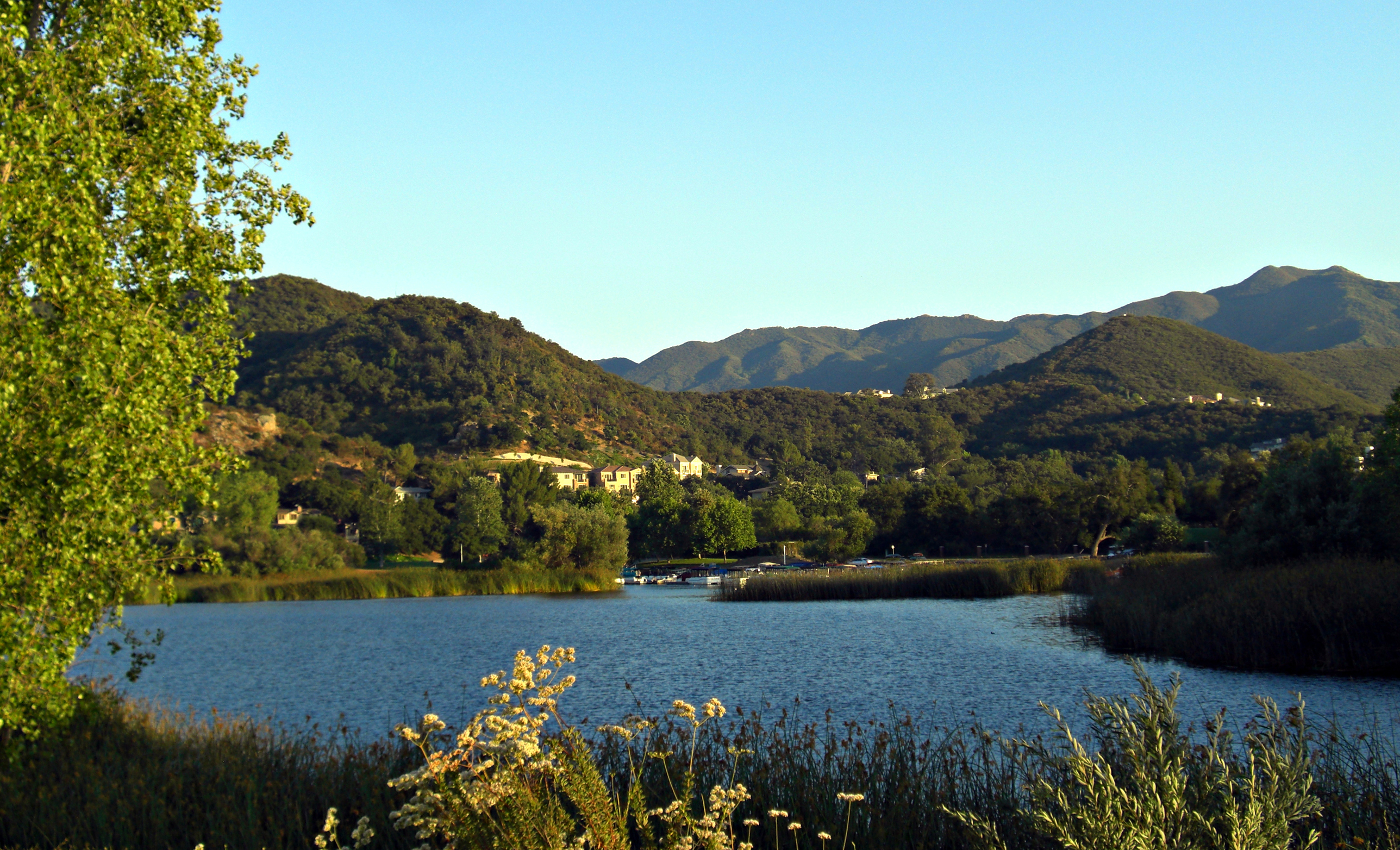
シャーウッド湖

以下は2000年の国勢調査による人口統計データである。
| 基礎データ - 人口: 117,005人 - 世帯数: 41,793世帯 - 家族数: 31,177家族 - 人口密度: 823.5人/km2（2,132.8人/mi2） - 住居数: 42,958軒 - 住居密度: 302.3軒/km2（783.0軒/mi2） 人種別人口構成 - 白人: 85.09% - アフリカン・アメリカン: 1.06% - ネイティブ・アメリカン: 0.54% - アジア人: 5.87% - 太平洋諸島系: 0.11% - その他の人種: 4.51% - 混血: 2.82% - ヒスパニック・ラテン系: 7.10% 年齢別人口構成 - 18歳未満: 26.0% - 18-24歳: 7.1% - 25-44歳: 29.9% - 45-64歳: 25.9% - 65歳以上: 11.1% - 年齢の中央値: 38歳 - 性比（女性100人あたり男性の人口） - 総人口: 96.4 - 18歳以上: 93.1 | 世帯と家族（対世帯数） - 18歳未満の子供がいる: 37.3% - 結婚・同居している夫婦: 62.4% - 未婚・離婚・死別女性が世帯主: 8.7% - 非家族世帯: 25.4% - 単身世帯: 19.6% - 65歳以上の老人1人暮らし: 7.1% - 平均構成人数 - 世帯: 2.75人 - 家族: 3.15人 収入と家計（2007年推計） - 収入の中央値 - 世帯: 96,120米ドル - 家族: 102,207米ドル - 性別 - 男性: 82,815米ドル - 女性: 50,604米ドル - 人口1人あたり収入: 54,304米ドル - 貧困線以下 - 対人口: 3.0% - 対家族数: 2.2% - 18歳未満: 3.2% - 65歳以上: 4.1% |

## 犯罪
サウザンドオークス市は全米でも安全な大型都市の部類に入っている。毎年連邦捜査局が行っている人口10万人以上50万人未満の都市に関する犯罪率調査で常に1位か2位になっており、近くのシミバレー市と競っている。これに匹敵するのはニューヨーク州アマースト町であり、過去12年間で7回1位になったとしている。
しかしながら2018年11月8日に警察官を含む十数人が死亡する銃乱射事件が発生した。

## 政治
サウザンドオークス市は直接選挙で市長を選ばないことでは、人口10万人以上の都市の中で数少ない都市の1つである。その代わりに市政委員会の委員が順繰りに市長になっている。市政委員会の過去の委員には、弁護士で活動家の故エド・マースリーがいた。ジュリア・ロバーツがアカデミー主演女優賞を受賞した2000年の映画『エリン・ブロコビッチ』の中で、アルバート・フィニーが演じた弁護士がマースリーであり、自身の地域社会を超えた認知を獲得した。
今日のサウザンドオークス市は大変積極的であるが、歴史的には低成長指向の市政委員会だった。数多いオークの木を保護する条例と共に、市の指導者層と住民は市を取り囲む保護された未開発の土地の環を誇っており、それが近年の土地評価額を上げている理由になっている。15,000エーカー (57 km²) 以上の土地が未開のまま保護されており、ここには全長75マイル (120 km) の歩道がある。

## 経済
サウザンドオークス市の経済はバイオテクノロジー、電子技術、自動車、航空宇宙、通信、医療および金融の分野で雇用の大半を賄う比較的小さな範囲の事業に基づいている。バイオテクノロジーのアムジェン、コングロマリットのテレダイン・テクノロジーズ、出版のセイジ・パブリケーションズおよび半導体のスカイワークス・ソリューションズが市内に本社を置いており、バンク・オブ・アメリカ、バクスター (製薬会社)、ジェネラル・ダイナミクス、ベライゾン・コミュニケーションズ、ベライゾン・ワイヤレス、フォルクスワーゲン、アウディ、ゼネラルモーターズ、BMW、シルバースター・オートモーティブ・グループ、およびアンセム・ブルー・クロスが地域事務所を構えている。雇用数で多いのは、ロスロブレス病院医療センター、コネホバレー統合教育学区、サウザンドオークス市、ハイアットホテル、およびカリフォルニア・ルーテル大学であり、これらは市内に本部がある。以前はウェルプランや電話事業のGTEが本社を置いていたが、これらはベライゾン・コミュニケーションズの中に入り、過去10年の間に本社を移した。市場調査のJDパワーが市内に本社を置いている。2002年4月11日以降の週末に、JDパワーはアゴーラヒルズにあった元本社からサウザンドオークス市ウェストレイク地区にある現在の本社に従業員を移し始めた。サウザンドオークス、ウェストレイクビレッジおよびアゴーラヒルズの地域社会は、アメリカ合衆国商工会議所から四つ星認定を受けたことではカリフォルニア州でも数少ない大カネホバレー商工会議所が管轄している。

### 主要雇用主
サウザンドオークスの包括的年間財務報告書2008年版によれば、市内の大きな雇用主トップ10は以下の通りである。
| 順位 | 雇用主                           | 従業員数 |
| ---- | -------------------------------- | -------- |
| 1    | アムジェン                       | 6,600    |
| 2    | アンセム・ブルー・クロス         | 3,620    |
| 3    | コネホバレー統合教育学区         | 1,823    |
| 4    | ロスロブレス病院医療センター     | 1,469    |
| 5    | バクスター・バイオサイエンス     | 950      |
| 6    | ベライゾン・コミュニケーションズ | 717      |
| 7    | サウザンドオークス市             | 643      |
| 8    | スカイワークス・ソリューションズ | 500      |
| 9    | カリフォルニア・ルーテル大学     | 472      |
| 10   | セイジ・パブリケーションズ       | 420      |

## 教育
サウザンドオークスの公共教育はコネホバレー統合教育学区が管轄している。多くの小学校と3つの中学校、サウザンドオークス高校など3つの高校がある。この学区にはニューベリーパークにあるセコイア中学校も入っている。ベンチュラ郡域の直ぐ外にあるオークス・クリスチャン高校はベンチュラ郡内から多くの生徒を受け入れている。ラ・レイナ高校は私立のローマ・カトリック系女子中高一貫校である。市内の高等教育機関としてはカリフォルニア・ルーテル大学がある。
サウザンドオークス図書館システムは州内で常に良好な公共図書館にランクされている。この図書館システムは市内にあるグラント・R・ブリムホール図書館、ニューベリーパークにあるニューベリーパーク支所で構成されている。2006年6月に床面積22,000平方フィート (2,000 m²) の子供図書館が本館（床面積62,000平方フィート、5,800 m²）に併設された。子供図書館の拡張で、改良された子供のサービスエリア、3,800ガロン（14,000リットル）の塩水水族館、静粛学習室、技術訓練室、子供のプログラミング室が追加され、子供用と成人用のエリアで椅子や書棚の数が増えた。本館と支所の双方で無料無線インターネット接続が可能である。

## 青年スポーツとプロスポーツ
スポーツでは10代の青少年が中心である。アメリカ・ユースサッカー機構、アペックス・サッカークラブ、ニューベリーパーク・サッカークラブ およびコネホバレー・ユナイテッドといったクラブサッカー、コネホ・ユースバスケットボール協会、コネホバレー・サンダー・アマチュアレスリング、ポップワーナー・アメリカンフットボール、リトルリーグ野球、CYFFAフラッグフットボール、女子ソフトボール、水泳チームのリーグ、アイスホッケー、さらにはラクロスやフィールドホッケーなどの競技で、毎年数百、数千の青少年とその父兄が参加している。
1991年8月、サウザンドオークスのリトルリーグ が世界選手権に勝利したことではベンチュラ郡で初のチームになった。その2年後の1996年、そのシニアのチーム（14歳から16歳）が国内選手権を勝ち上がった。さらに2年後の1998年、ビッグリーグ（17歳と18歳）のコネホバレー・チームが世界選手権で優勝した。2006年にもビッグリーグのチーム が世界選手権で優勝した。ビッグリーグのチームは2003年と2005年には準優勝だった。2007年には国内で準優勝し、2009年には国内チャンピオンになり、ESPNテレビで放送された。
プロスポーツでは、ジャック・ニクラスが設計した世界クラスのゴルフコースである シャーウッド・カントリークラブ がある。このコースでは毎年タイガー・ウッズが主催するトーナメントがある。
マイナーリーグのサッカークラブであるベンチュラカウンティ・フュージョンがUSLプレミア・デベロプメント・リーグでプレイしており、近くのベンチュラ市を本拠にしているが、サウザンドオークス市内ニューベリーパーク高校でホームゲームを行っている。
1970年代、カリフォルニア・ルーテル大学ではNFLのダラス・カウボーイズが合宿練習を行った。カウボーイズや大学のキングスメン・チームが使った大学の練習場は2006年に大規模なスポーツ施設に生まれ変わった。カウボーイズのクラブハウスは現在もこのスポーツ施設の向かいに残っており、住宅に変わっている。

## 交通
サウザンドオークス市はコネホバレーの中心部にあり、東にロサンゼルス市、西にベンチュラ市がある。市内をアメリカ国道101号線（ベンチュラ・フリーウェイ）と州道23号線が通っている。国道101号線は市内を抜けて、ロサンゼルス市とベンチュラ市を繋いでいる。州道23号線は中心街近くで国道101号線と接続し、北のムアパーク市とシミバレー市に向う。この道が市内を事実上2分している。公共交通機関としてはサウザンドオークス・トランジットがシャトル電車とバスを運行している。このバスは市内だけでなく近隣地区にも運行されている。
市内には他の同規模都市には無いような多くの快適さがある。例えば地域交通センターである。この新しい施設からはロサンゼルス、オックスナード、ベンチュラ、シミバレーおおびサンタバーバラとを繋ぐバスとシャトル列車が出ており、ベンチュラ都市間交通局、ロサンゼルス郡都市圏交通局のメトロおよびロサンゼルス市交通部のコミューター・イクスプレス・バス路線が利用できる。ロサンゼルスなど他の近隣都市からの乗換駅としてだけでなく、サウザンドオークス・トランジットのバスターミナルとしても機能している。
商業航空便は主にロサンゼルス国際空港から利用でき、バーバンク市のハリウッド・バーバンク空港からも国内線が利用できる。市内からは両空港に向けてベンチュラ都市間交通局、メトロ、およびロサンゼルス市交通部のバスで公共輸送を行っている。ロサンゼルス国際空港は市の南東約40マイル (64 km)、ハリウッド・バーバンク空港は市の東約35マイル (56 km) にある。最も近い商業空港は近くのオックスナード市にあるオックスナード空港であり、西に約25マイル (40 km) である。しかし、この空港からはロサンゼルス市行きしか出ていない。一般用途空港としてはカマリーリョ空港が市の西約15マイル (24 km) に、ヴァン・ナイズ空港が市の東25マイル (40 km) にある。

## 経済開発
サウザンドオークス市は現在多くの革新と開発の計画を進行させている。州道23号線は6車線の高規格道路に拡張され、国道101号線は上級化されている。ジ・オークス・モールはメイスリッチ社が拡張しており、市の中心街はサウザンドオークス・ブールバード沿い市民アートプラザ近くの革新を計画している。
市の大変少ない地域では新築住宅が建設されている。現在の住宅建設主要領域は既に開発された地域のインフィルであり、外への拡張ではない。

## 著名な出身者と住人
サウザンドオークスの現在と過去の著名住人は次のような人物を含んでいる。（アルファベット順）
- ロバート・アルトマン、ハリウッドの映画監督
- スパーキー・アンダーソン、アメリカ野球殿堂入りした元MLB選手、監督
- ジョナサン・ブライトマン、ロックバンドバックチェリーのメンバー
- アマンダ・バインズ、女優、恋するマンハッタンに出演、ラレイナ高校で学んだ
- コルビー・キャレイ、シンガーソングライター、ヒット曲は"Bubbly"
- ベリンダ・カーライル、歌手、ニューベリーパーク高校卒
- リチャード・カーペンター、カーペンターズの一人、シンガーソングライター、2004年に妹のカレン・カーペンターの思い出のために、妻のメアリーと共にサウザンドオークス市民アートプラザ基金に300万ドルを寄付
- サンドラ・ディー、女優
- ミーガン・フォックス、女優、トランスフォーマー、トランスフォーマー/リベンジに出演
- ウェイン・グレツキー、NHLアイスホッケー選手
- ハリファックス、ポップ・パンクロックのバンド
- スコット・ハミルトン、1984年サラエボオリンピックのフィギュアスケートで金メダル
- マリエル・ヘミングウェイ、女優
- マリオン・ジョーンズ陸上競技の選手、サウザンドオークス高校卒
- ジャック・カービー、漫画家、代表作はX-メン
- アラン・ラッド、俳優、代表作は『シェーン』
- マイク・リーバーサル、MLB選手
- アン・ロックハート、女優、宇宙空母ギャラクティカに出演、母はジューン・ロックハート、祖父はジーン・ロックハート、地域のサンタスザーナ・プレイアーズなどの劇団に関わっている
- ヘザー・ロックリア、女優、ダイナスティやメルローズ・プレイスに出演、ニューベリーパーク高校卒
- ソフィア・ローレン、女優、ヒドンバレーの牧場を所有していた
- ヴァージニア・マドセン、女優、息子のジャックと共にニューベリーパーク在住
- マット・マリー、作詞家、マルチプラチナ・ロックバンドのカウンティング・クロウズ創設メンバー
- ディーン・マーティン歌手、映画俳優、ラト・パックのメンバー
- ヴァージニア・メイヨ、女優
- ケビン・ミトニック、クラッカー
- ジョー・モンタナ、プロフットボール殿堂入りしたNFLアメリカンフットボール選手
- ブラッド・ペニー、MLB選手
- サム・クエリー、プロ・テニス選手、サウザンドオークス高校卒
- デニス・リチャーズ、女優
- ミッキー・ルーニー、俳優
- カート・ラッセル、俳優、ビング・ラッセルの息子、コネホバレーで育ち、サウザンドオークス高校卒
- リッチー・サンボラ、ミュージシャン、作詞家、ロックバンドのボン・ジョヴィのギタリスト
- マイク・ソーシア、MLB選手、監督
- ジョージ・C・スコット、俳優
- トム・セレック、俳優、私立探偵マグナムに出演
- チャーリー・シーン、俳優
- ウィル・スミス、俳優、コメディアン、メン・イン・ブラックやエネミー・オブ・アメリカに出演、妻は女優のジェイダ・ピンケット＝スミス
- シルヴェスター・スタローン、俳優
- ドナ・サマー、歌手
- ロバート・ワグナー、俳優
- ジャック・ウィルソン、MLB選手
- リチャード・ウィドマーク、俳優
- タイガー・ウッズ、PGAプロゴルファー
- クリスチャン・イエリッチ、MLB選手

## 見どころ
- コネホバレー植物園

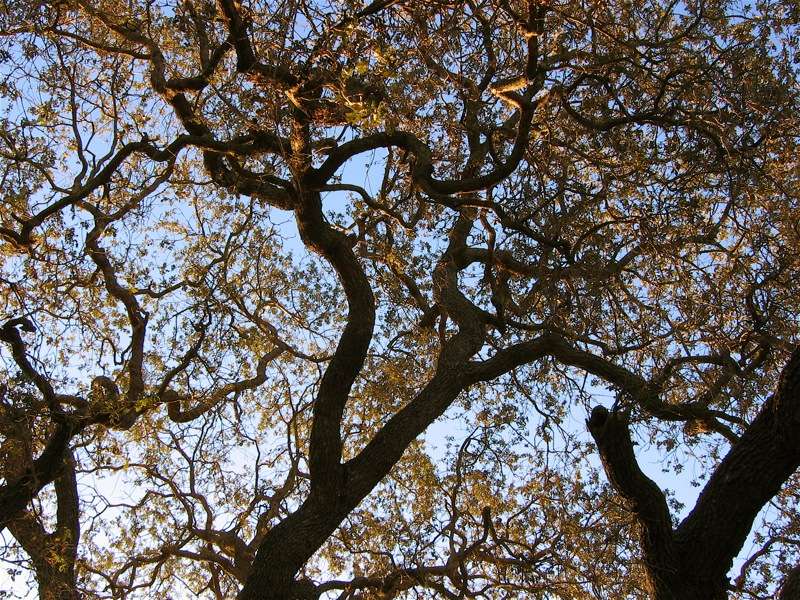
サウザンドオークスのオークの木

- ドーンズ峰、地元ではタランチュラヒルと呼ばれ、コネホバレーでは最高峰
- サウザンドオークス市民アートセンター
- アメリカン・ラジオ・アーカイブ
- ジ・オーク・ショッピングセンター
- ステージコーチ・イン
- カリフォルニア・ルーテル大学
- サンタモニカ山脈国立レクリエーション地域敢行センター
- ワイルドウッド保護区、ワイルドウッド砦